# Práxedes Mateo Sagasta

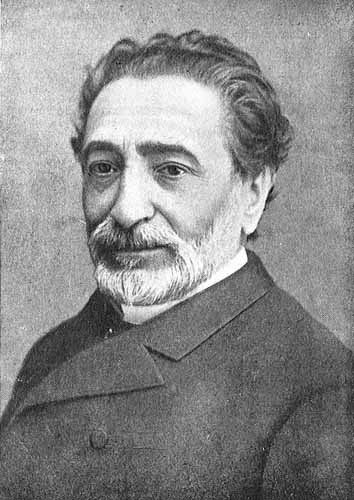
Práxedes Mateo Sagasta

Práxedes Mateo Sagasta y Escolar (* 21. Juli 1825 in Torrecilla en Cameros, heute autonome Gemeinschaft Rioja, damals Provinz Logroño; † 5. Januar 1903 in Madrid) war ein spanischer Politiker. Mateo ist nicht ein zweiter Vorname, sondern der erste Teil des ersten Familiennamens. In alphabetisch sortierten Listen ist er daher meist unter Mateo Sagasta y Escolar zu finden. In der Kurzform wird meist nur der zweite Teil des ersten Familiennamens, Sagasta, verwendet.

## Leben

### Beruflicher Werdegang
Práxedes Mateo Sagasta studierte an der Ingenieurschule für Straßenbau (Escuela de Ingenieros de Camino heute Teil der Universidad Politécnica de Madrid). Nach bestandener Abschlussprüfung wurde er im Jahr 1849 Leiter der öffentlichen Arbeiten der Stadt Zamora. Ab 1852 war er bei der Planung der Eisenbahnstrecke zwischen Valladolid und Burgos beschäftigt. Im Jahr 1857 wurde er Lehrer an der neu gegründeten Schule für Öffentliche Arbeiten (Escuela de Ayudantes de Obras Públicas heute Escuela Universitaria de Ingeniería Técnica de Obras Públicas de Madrid) 1866 verlor er die Anstellung und ging ins Exil. Nach der Rückkehr im Jahr 1868 widmete er sich ausschließlich seiner politischen Tätigkeit.

### Politischer Werdegang

#### Regierungszeit der Königin Isabella II.
Nachdem sich im Juli 1854 das Parlament nach verschiedenen Aufständen im Land ohne formalen Beschluss oder Dekret aufgelöst hatte, fanden im Oktober 1854 Wahlen zu Verfassunggebenden Cortes statt. Bei diesen Wahlen wurde Sagasta im Wahlkreis Zamora zum ersten Mal in die Cortes gewählt. Er zählte dort zu den Progressisten. Die wichtigsten Ziele der Progressisten waren damals die Garantie der Grundfreiheiten, Volkswahl der Stadträte, Dezentralisierung der Verwaltung, Ministerverantwortlichkeit und Reorganisation der Armee.
Die Verfassunggebenden Cortes wurden, ohne dass eine neue Verfassung beschlossen wurde, im Jahr 1856 aufgelöst. In den folgenden Wahlen im Jahr 1857 erhielt Sagasta kein Mandat. Erst bei den Wahlen im Jahr 1858 wurde er, dieses Mal im Wahlkreis Logroño, seiner Heimatprovinz, wiedergewählt.
Bei den folgenden Wahlen zu den Cortes kandidierten die Progressisten nicht.
Ab 1865 stand Sagasta in Verbindung mit Juan Prim, der eine revolutionäre Erhebung gegen die Regierung der Königin Isabella II. plante. Die „Erhebung in der Kaserne San Gil“ im Jahr 1866 scheiterte, Sagasta wurde festgenommen und zum Tod verurteilt. Es gelang ihm allerdings, zu fliehen und nach Frankreich ins Exil zu gehen.

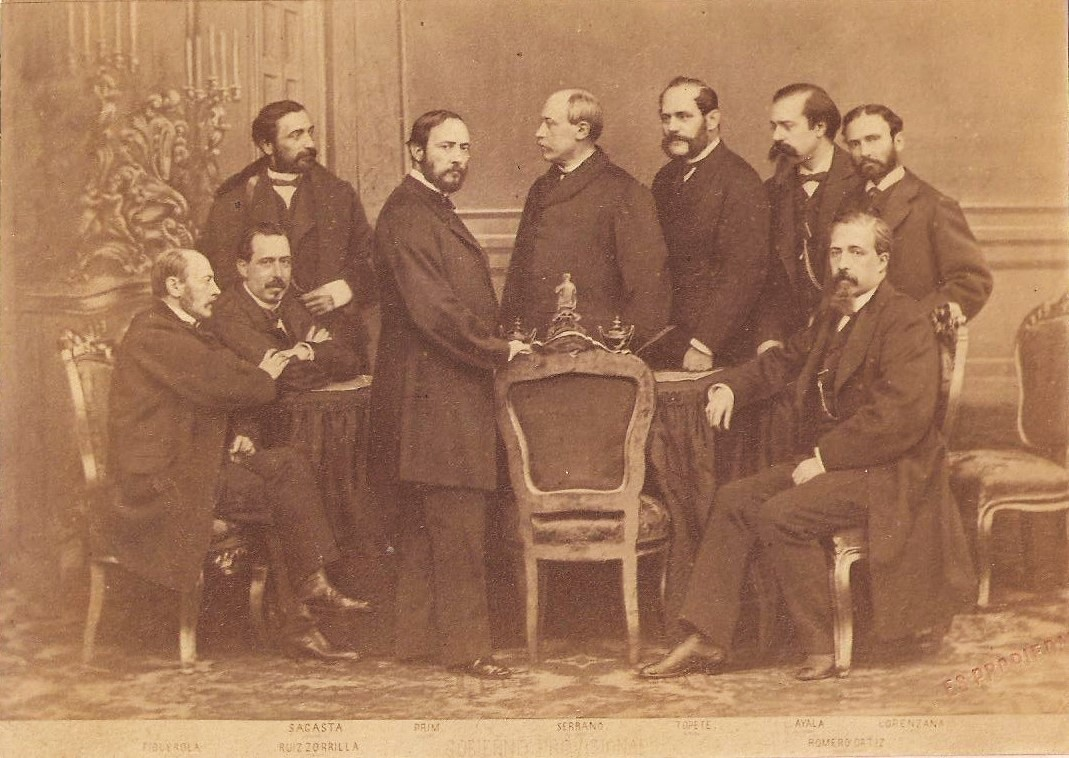
Übergangsregierung 1869

#### Sexenio Revolucionario
Nachdem 1868 die Regierung gestürzt und Königin Isabella II. mit ihrer Familie ins Exil gegangen war, bildete Francisco Serrano Domínguez im Oktober 1868 eine Übergangsregierung. Dieser Regierung gehörte Sagasta als Innenminister an. Auch in den folgenden Regierungen leitete er das Innenministerium. Die Wahlen, die die Regierung im Januar 1869 durchführen ließ, erfolgten nach dem allgemeinen, gleichen und direkten Männerwahlrecht. Es gab keinen Einkommenszensus. Etwa 24 % der Bevölkerung waren wahlberechtigt. Die Wahlbeteiligung lag bei 70 %. Von den 236 Sitzen, die von den monarchisch-demokratischen Parteien gewonnen wurden, erhielten die Progressisten unter Prim 156. Die Republikaner erhielten etwa 25 % der Stimmen und damit 85 Sitze. Sagasta selbst wurde in einem Wahlkreis in Madrid gewählt. Die innenpolitischen Probleme Spaniens, mit denen sich Sagasta als Innenminister befassen musste, waren u. a. die Auflösung der während der Zeit Erhebungen gebildeten provisorischen Juntas, die teilweise die örtliche Verwaltung übernommen hatten und sich auch nach den Wahlen nicht auflösen wollten. Eine Agrarkrise, die durch eine Dürre in verschiedenen Landstrichen verschärft wurde, führte zu Hungersnot und Arbeitslosigkeit. Darüber hinaus stand die Erarbeitung einer neuen Verfassung an. Durch das von der Provisorischen Regierung im November 1868 anerkannte Vereinigungsrecht wurde der Weg frei für die Gründung von Organisationen der Arbeiterbewegung. Das Bergbaugesetz der Übergangsregierung öffnete ausländischem Kapital die Möglichkeit, Abbaurechte auf Dauer zu erwerben. Das führte in der Folgezeit zu einem Konjunkturaufschwung.
In der Zeit von Januar bis Dezember 1870, also in der Zeit der Verhandlungen mit den auswärtigen Kandidaten für den Spanischen Thron, war Sagasta Außenminister. Wenn auch die Verhandlungen mit den vorgesehenen Thronfolgern weitgehend von dem Regierungspräsidenten Prim geführt wurden, spielte das Außenministerium hierbei eine bedeutende Rolle. Im Dezember 1870 übernahm Sagasta nach der Ermordung von Juan Prim und bei der Ankunft König Amadeus’ wieder das Innenministerium. Bei den Corteswahlen im März 1871 wurde Sagasta in einem Wahlkreis in Madrid gewählt. In der Zeit von Juli 1871 bis Dezember 1871 gehörte Sagasta nicht dem Kabinett an. Am 21. Dezember 1871 ernannte König Amadeus ihn zum Regierungspräsidenten. Wegen einer Korruptionsaffäre musste er das Amt im Mai 1872 aufgeben. Sagasta war nicht Mitglied der im August 1872 gewählten Cortes, die im Februar 1873 die Umwandlung Spaniens in eine Republik beschloss. Zur Zeit der Ersten Republik gehörte er ebenfalls nicht als Mitglied der Verfassunggebenden Cortes an.
Nach dem Putsch von General Manuel Pavía und der Auflösung des Parlamentes am 3. Januar 1874 wurde er Außenminister der Republik unter der Präsidentschaft von Francisco Serrano Domínguez. Vom 13. Mai 1874 bis zum 3. September 1874 leitete er wieder das Innenministerium. Ab dem 3. September 1874 übte er das Amt des Regierungspräsidenten aus. Nach dem Pronunciamiento des Generals Arsenio Martínez-Campos und der Ausrufung des Königs Alfons XII. übergab Sagasta am 31. Dezember 1874 die Amtsgeschäfte an Antonio Cánovas del Castillo.

#### Regierungszeit des Königs Alfons XII.
Die Politik der Restaurationszeit, also der Zeit der Herrschaft des Königs Alfons XII. und der Regentschaft seiner Witwe Maria Christina, ist gekennzeichnet durch den Wechsel der Regierungen der Konservativen (Partido Liberal Conservador) unter ihrem Vorsitzenden Antonio Cánovas del Castillo und der Liberalen (Partido Liberal Fusionista) unter ihrem Vorsitzenden Práxedes Mateo Sagasta. Die Konservative Partei war ein Sammelbecken der Mitglieder der Moderados und der Liberalen Union. Ihre Anhänger fand diese Partei in erster Linie bei den Großgrundbesitzern und der bürokratischen und militärischen Mittelschicht. Die Liberale Partei, in der sich viele ehemalige Progressisten wiederfanden, vertrat dagegen die Interessen des kommerziellen und industriellen Bürgertums. Das Zweiparteiensystem beruhte auf der Integration eines großen Teils des politischen Spektrums in die zwei Parteien und der Einsicht beider Parteien, keine Gesetzesregelungen durchzusetzen, die von der anderen Partei so grundsätzlich abgelehnt wurden, dass sie bei einem Regierungswechsel rückgängig gemacht würden. Der Wechsel lief üblicherweise so ab, dass der amtierende Regierungspräsident zurücktrat, der König einen neuen Regierungspräsidenten und ein neues Kabinett berief und die Cortes auflöste. Durch Manipulation bei den Neuwahlen erhielt der neue Regierungspräsident für seine Politik eine eindeutige Mehrheit im Parlament.
Nach einer Konservativen Regierungsperiode seit 1874, hauptsächlich unter Cánovas als Regierungspräsident, trat dieser 1881 zugunsten einer Liberalen Regierung unter Sagasta zurück. Während seiner ersten Amtszeit als Regierungspräsident zur Zeit der Restauration legte er die Grundlage für eine ganze Reihe von Gesetzesänderungen. Die bedeutendsten Neuerungen der von Sagasta geführten Regierung waren die Aufhebung der Pressezensur durch ein auffallend liberales Pressegesetz im Jahr 1883, die Erweiterung der Unterrichtsfreiheit der Hochschulen und die praktische Legalisierung der Gewerkschaften und Organisationen der Arbeiterbewegung. Wegen innerparteilicher Streitigkeiten um das Wahlrecht trat Sagasta im Oktober 1883 zurück und der Politiker der Liberalen Partei José de Posada Herrera wurde zum neuen Regierungspräsidenten ernannt. Er wurde allerdings bereits nach drei Monaten, im Januar 1884, von Antonio Cánovas del Castillo abgelöst. Am Tag vor dem Tod des Königs Alfons XII. trafen sich Cánova und Sagasta und einigten sich darauf, zur Erhaltung der politischen Stabilität während der Regentschaft der Witwe des Königs in der kommenden Zeit einen einvernehmlichen Wechsel in der Regierung herbeizuführen. Diese Einigung, die bis über den Tod der beiden Politiker hinaus Bestand hatte, wurde unter dem Begriff Pacto del Pardo bekannt.

#### Regierungszeit der Regentin Maria Christina
Einen Tag nach dem Tod des Königs am 25. November 1885 trat Cánovas als Regierungspräsident zurück und die neue Regentin Maria Christina ernannte Sagasta zum Regierungspräsidenten. Nachdem Sagasta durch Verhandlungen mit Politikern der dynastischen Linken und einigen kleineren liberalen Gruppierungen seine Parteibasis vergrößert hatte, ließ er die Cortes auflösen und im April 1886 Neuwahlen mit den üblichen Manipulationen durchführen. Bei diesen Wahlen erhielt die Liberale Partei 278 und die Konservative Partei 56 Mandate. Sagasta wurde Abgeordneter seiner Heimatprovinz Logroño. In den folgenden Jahren beschloss das Parlament die Wiedereinführung von Geschworenengerichten und Änderung des Vereinsgesetzes, die dazu führten, dass Gewerkschaften auch formal erlaubt wurden. 1889 wurde ein neues Zivilgesetzbuch eingeführt, nachdem bereits 1882 ein neues Strafgesetzbuch und 1885 ein Wirtschaftsgesetzbuch eingeführt worden waren. Auch das allgemeine Wahlrecht ohne Einkommens- oder Bildungszensus wurde 1889 für männliche Spanier über 25 Jahre wieder eingeführt. Im Juli 1890 trat Sagasta zurück und die Regentin ernannte wieder Cánovas zum Regierungspräsidenten. Dieser ließ im Februar 1891 Wahlen nach dem neuen Wahlgesetz abhalten, bei denen die Konservativen 253, die Liberalen 74 Sitze und die Republikaner 31 Sitze erhielten. Nach Streitigkeiten in der Konservativen Partei verlor Cánovas Ende 1892 eine Vertrauensabstimmung im Parlament und trat zurück, sodass Sagasta im Dezember 1892 wieder das Amt des Regierungspräsidenten übernahm. Er ließ im März 1893 Wahlen zu den Cortes durchführen, bei denen seine Liberale Partei auf die übliche Art 281 Sitze gewann. Bei den Wahlen 1893 kandidierte Sagasta außer in Logroño auch im Wahlkreis La Habana auf Kuba. Er gewann in beiden Wahlkreisen, nahm aber das Mandat für La Habana nicht an. Das Mandat wurde in einer Nachwahl neu vergeben. Die eher symbolisch zu wertende Kandidatur Sagastas in Havanna zeigt die Bedeutung, die den Resten des Kolonialbesitzes damals zugemessen wurden. Den Vorschlag des Überseeministers Antonio Maura Montaner, der Kuba eine weitgehende Autonomie mit einem eigenen Parlament gebracht hätte, lehnte Sagasta ab. Am 24. Februar 1895 begann unter der Führung von José Martí erneut der bewaffnete Kampf um die Unabhängigkeit Kubas, der in den Spanisch-Amerikanischen Krieg mündete. Im März 1895 übernahm Cánovas erneut das Amt des Regierungspräsidenten. Nach seiner Ermordung am 8. August 1897 und einer kurzen Amtszeit von Marcelo Azcárraga Palmero übernahm Sagasta im Oktober 1897 erneut die Regierungsgeschäfte als Regierungspräsident. Nach dem Eingreifen der Vereinigten Staaten von Amerika in die Kämpfe in Kuba und der Versenkung der Reste der Spanischen Kriegsmarine blieb Sagasta keine andere Wahl als der Abschluss des Pariser Friedens von 1898, in dem die USA von Spanien Puerto Rico, Guam und die Philippinen erhielten. Kuba wurde formal unabhängig. Dieser Verlust war in Spanien von großer psychologischer Bedeutung und wurde Sagasta als Verrat der nationalen Interessen vorgeworfen. Im März 1899 wurde Sagasta von dem neuen Vorsitzenden der Konservativen Francisco Silvela Le Vielleuze als Regierungspräsident abgelöst. Nach einer weiteren Amtszeit als Regierungspräsident vom 6. März 1901 bis zum 6. Dezember 1902 starb er am 5. Januar 1903 im Alter von 77 Jahren in Madrid.